# St. Nikolaus (Düsseldorf-Himmelgeist)

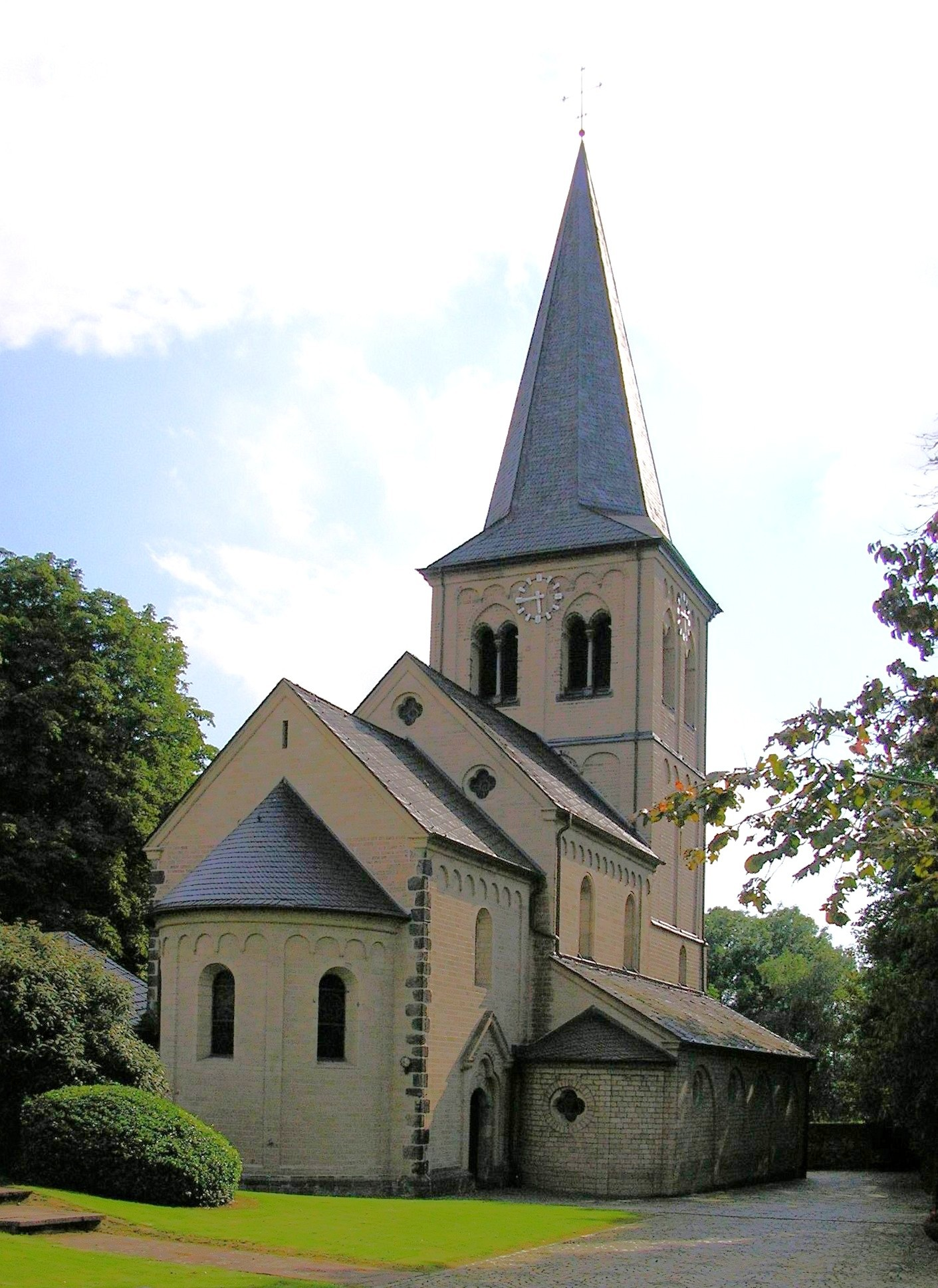
St.-Nikolaus-Kirche, Ansicht von Nordosten

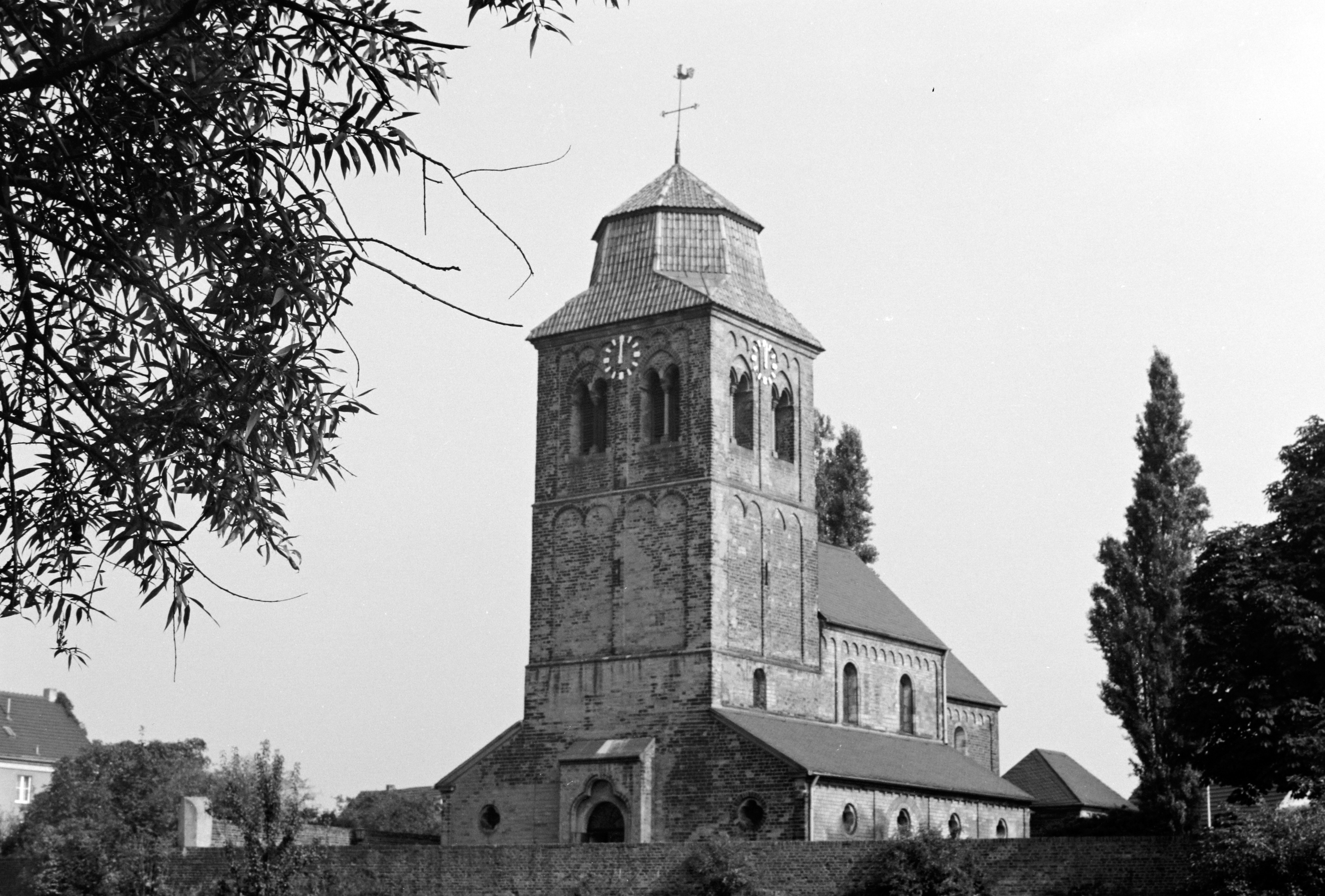
Südwestansicht von 1966 mit provisorischem Turmhelm

Die römisch-katholische Pfarrkirche St. Nikolaus gehört zu den drei ältesten Kirchen in Düsseldorf und befindet sich im Stadtteil Himmelgeist. Die gleichnamige Pfarrei gehört zur Seelsorgeeinheit Düsseldorfer Rheinbogen.

## Geschichte
Die erste Kirche in Himmelgeist wurde urkundlich erwähnt im Jahre 904. Es handelte sich um eine Filialkirche des Stiftes Kaiserswerth und war ein Vorgängerbau der heutigen Kirche.
Diese wurde im Kern im 11. Jahrhundert und Stil der Spätromanik erbaut, zunächst ohne Turm und ohne Chorhaus. Im 12. Jahrhundert erfuhr die Kirche eine Erweiterung um den Chorraum und die Hauptapsis. Der Turm wurde schließlich im 13. Jahrhundert zugefügt. Im 14. Jahrhundert wurde das kleinere und im 15. Jahrhundert das größere der beiden Sakramenthäuschen angebaut. Zu Anfang des 20. Jahrhunderts waren drei alte Kirchenglocken vorhanden und in Gebrauch. Die älteste Glocke war mit dem Gießjahr 1454 versehen und die beiden anderen stammten von 1730. Nach einem Blitzeinschlag 1741 musste der Turm restauriert werden.
Der Innenraum wurde 1867 von August Rincklake restauriert. Die Sakristei wurde im 19. Jahrhundert ausgebaut.
Durch den Zweiten Weltkrieg wurde der Turm wiederum schwer beschädigt, so dass ein Orkan im Dezember 1945 zum Absturz des Turmhelms führte. Die vollständige Erneuerung dauerte bis 1967. 1974 erfolgte eine umfassende Renovierung der Kirche.

## Architektur
St. Nikolaus ist eine romanische dreischiffige Pfeilerbasilika aus dem 11. Jahrhundert mit drei Apsiden.
Das Chorhaus aus dem 12. Jahrhundert ist ebenfalls romanisch und sein rippenloses Kreuzgewölbe ruht auf romanischen Dreiviertelsäulen.
Der Turm wurde später in die Kirche hineingebaut. Er durchschneidet die Bögen der dritten Arcade.
Die Decke des Hauptschiffs ist ein frühgotisches Rippengewölbe, das gleichzeitig mit dem Turmbau errichtet wurde. Die romanischen Fenster im Obergaden sind zugemauert.
Die Seitenschiffe haben ein Gratgewölbe.
Im Chorraum sind zwei Sakramenthäuschen eingebaut.
Die Glasfenster stammen aus den Jahren 1967/68 von Franz Pauli.

## Orgel
Die Orgel wurde 1938 von dem Orgelbauer Johannes Klais (Bonn) mit der Opusnummer 915 erbaut. Das Kegelladen-Instrument hat 17 Register auf zwei Manualen und Pedal. Die Spiel- und Registertrakturen sind elektrisch. 1998 wurde die Orgel durch die Erbauerwerkstatt restauriert. 2022 erfolgte eine gründliche Sanierung des Instruments durch Orgelbau Seifert, Kevelaer.
| I Hauptwerk C–g3 |                  |                                 |
| 1.               | Principal        | 8′                              |
| 2.               | Lieblich Gedackt | 8′                              |
| 3.               | Querflöte        | 4′                              |
| 4.               | Quinte           | 2 ⁄3′                           |
| 5.               | Octave           | 2′                              |
| 6.               | Oboe             | 8′ (1998, ersetzt Krummhorn 8') |

| II Positiv C–gg |                 |     |
| 7. | Flöte           | 8′  |
| 8. | Salicional      | 8′  |
| 9. | Principal       | 4′  |
| 10. | Flöte           | 4′  |
| 11. | Sesquialtera II |     |
| 12. | Mixtur III-IV   |     |
| \| Pedal C–f1 \| \| \| \| 13. \| Subbass \| 16′ \| \| 14. \| Zartbass \| 16′ \| \| 15. \| Principalbass \| 8′ \| \| 16. \| Gedacktbass \| 8′ \| \| 17. \| Choralbass \| 4′ \| |                 |     |
| Pedal C–f1 |                 |     |
| 13. | Subbass         | 16′ |
| 14. | Zartbass        | 16′ |
| 15. | Principalbass   | 8′  |
| 16. | Gedacktbass     | 8′  |
| 17. | Choralbass      | 4′  |

| Pedal C–f1 |               |     |
| 13.        | Subbass       | 16′ |
| 14.        | Zartbass      | 16′ |
| 15.        | Principalbass | 8′  |
| 16.        | Gedacktbass   | 8′  |
| 17.        | Choralbass    | 4′  |